# Sadik Mujkič
Sadik Mujkič (Jesenice, Yugoslavia, 29 de febrero de 1968) es un deportista esloveno que compitió por Yugoslavia en remo.
Participó en tres Juegos Olímpicos de Verano, obteniendo dos medallas, bronce en Seúl 1988 (dos sin timonel) y bronce en Barcelona 1992 (cuatro sin timonel), y el cuarto lugar en Atlanta 1996 (cuatro sin timonel).

## Palmarés internacional
| Representando a Yugoslavia |                      |                   |                    |
| Juegos Olímpicos           |                      |                   |                    |
| Año                        | Lugar                | Medalla           | Prueba             |
| 1988                       | Seúl (Corea del Sur) | Medalla de bronce | Dos sin timonel    |
| Representando a Eslovenia  |                      |                   |                    |
| Juegos Olímpicos           |                      |                   |                    |
| Año                        | Lugar                | Medalla           | Prueba             |
| 1992                       | Barcelona (España)   | Medalla de bronce | Cuatro sin timonel |